# Kleine Mühl
Kleine Mühl er en biflod til Donau i Østrig i delstaten Oberösterreich. Sammen med Große Mühl og Steinerne Mühl har floden lagt navn til regionen Mühlviertel.
Kleine Mühls kilde ligger i Bräuerau (ved Ulrichsberg og Julbach). Floden flyder vest for Große Mühl i sydlig retning, indtil den efter 32 kilometer udmunder i Donau ved Obermühl (i kommunen Kirchberg ob der Donau). Vandgennemstrømningen er omkring 3,6 m³/s.
Kleine Mühl er et Natura 2000-område.
48°27′N 13°55′Ø / 48.45°N 13.92°Ø